# Life-Size 2: A Christmas Eve
Série Grandeur nature
Grandeur nature
(2000)
Pour plus de détails, voir Fiche technique et Distribution.
Life-Size 2: A Christmas Eve est un téléfilm de Noël américain réalisé par Steven Tsuchida et diffusé le 2 décembre 2018 sur Freeform sous le label Freeform Original Feature et dans le cadre du bloc 25 Days of Christmas.
C'est la suite du téléfilm Grandeur nature, diffusé en 2000 dans l'émission Le Monde merveilleux de Disney sur le réseau ABC. Mais contrairement au premier volet, il s'adresse à un public plus mature. Il n'est donc pas produit par Walt Disney Television mais par l'une des filiales de la firme, la chaîne Freeform.

## Synopsis
Grace Martin est la fille de l'ancienne directrice de Marathon Toys, un important fabricant de jouets célèbre pour sa poupée mannequin, Eve. Mais depuis que sa mère est en prison, Grace en est la nouvelle directrice. Peu motivée, elle ne prend pas sa position en sérieux et cela, malgré le fait que l'entreprise soit dans une passe difficile.
Lors d'une réunion, il est décidé que la société va arrêter de produire plusieurs jouets dont Eve. Une décision que conteste Lex, la jeune voisine de Grace. Dans les affaires de la mère de Grace, Lex va mettre la main sur un livre de magie qui lui avait été envoyé par Casey Stuart, une femme fille qui avait par erreur donnée vie à une poupée Eve. Elle va alors proposer à Grace, qui va accepter pour lui faire plaisir, de demander de l'aide à la poupée ne croyant pas une seule seconde que le sort pourrait fonctionner.
En se réveillant le lendemain, Grace pense qu'Eve n'est qu'une fille avec qui elle a eu une aventure en rentrant de soirée jusqu'à ce qu'elle se rende compte qu'elle est réellement en face de sa poupée. Avec les directives de la Eve de Casey, maintenant responsable de toutes les Eve, la Eve de Grace va tout mettre en œuvre pour aider Grace dans la vie mais également pour lui faire réaliser qu'elle doit continuer la production des Eve.

## Fiche technique
- Titre original : Life-Size 2: A Christmas Eve
- Réalisation : Steven Tsuchida
- Scénario : Cameron Fay et Stacey Harman, d'après les personnages de Stephanie Moore
- Direction artistique : Kedra S. Dawkins
- Photographie : Richard Vialet
- Décors : Eric Weiler
- Costumes : Rita McGhee
- Montage : Elisa Cohen
- Musique : Germaine Franco
- Casting : Jonathan Clay Harris et Alyson Silverberg
- Production : Roger M. Bobb et Angi Bones
- Producteurs délégués : Tyra Banks et Stephanie Allain
- Sociétés de production : Bankable Productions, Homegrown Pictures et Freeform
- Sociétés de distribution : Freeform (télévision) ; The Walt Disney Company (globale)
- Pays d’origine :  États-Unis
- Langue originale : anglais
- Format : couleur - 1,78:1 - son Dolby
- Genre : Comédie fantastique
- Durée : 82 minutes
- Dates de sortie :
  -  États-Unis : 2 décembre 2018 sur Freeform (première diffusion télé)
  -  France : 2 octobre 2020 sur Disney+

 Sauf indication contraire, les informations mentionnées dans cette section peuvent être confirmées par la base de données cinématographiques IMDb,  présente dans la section « Liens externes ».

## Distribution
- Tyra Banks : Eve
- Francia Raisa : Grace Martin
- Gavin Stenhouse : Calum
- Hank Chen (en) : Brendan Butler
- Alison Fernandez : Lex Roberts
- Shanica Knowles : Tahlia
- Elisa Lau : Jen Chen
- Nina Leon : Eleanor Martin
- David Shae : Devin Drake
- Michael Shenefelt : Carter
- Jene Moore : Marley
- Niland Aran : Milo
- Addison Lee : Hanna
- Rico Ball : Hyde Owens
- Yvonne Valadez : Mme Roberts
- Betsy Sligh : Emma
- Van Jones : le reporter
- Perez Hilton : lui-même
- Lil Yachty : le beatboxer
- Christian Cowan : lui-même

## Production

### Développement
En novembre 2012, il est annoncé qu'une suite au téléfilm Grandeur nature du studio Walt Disney Television était en développement pour une éventuelle diffusion sur Disney Channel. Le projet se fait ensuite très discret jusqu'en septembre 2015, quand Tyra Banks confirme que le scénario est toujours en cours d'écriture avec une possible sortie pour Noël 2016, cette suite ayant pour thème la célèbre fête de fin d'année.
En avril 2017, Freeform, une chaîne câblée de la Walt Disney Company à destination des jeunes adultes, annonce avoir commandé le téléfilm pour une diffusion sous son label Freeform Original Feature en décembre 2018 dans le cadre de son bloc de annuelle 25 Days of Christmas.
En novembre 2018, la chaîne dévoile que le téléfilm sera diffusé le 2 décembre 2018 et révèle l'affiche ainsi qu'une première bande-annonce. Quelques semaines plus tard, Walt Disney Records dévoile un remix de la chanson du premier volet, Be a Star, interprétée par Tyra Banks.

### Distribution des rôles
Dès l'annonce du projet en 2012, Tyra Banks est annoncée pour reprendre son rôle d'Eve mais également à la production du téléfilm.
En juillet 2018, il est révélé que l'actrice Francia Raisa est à la distribution du téléfilm aux côtés de Gavin Stenhouse, Shanica Knowles, Hank Chen et Alison Fernandez.
Lindsay Lohan, qui jouait Casey Stuart dans le premier volet, n'était pas disponible pour reprendre son rôle à plein temps, occupée par le tournage de son émission de télé-réalité. Tyra Banks confirme par la suite qu'un caméo de l'actrice sera présent dans le téléfilm. Néanmoins, lors de la diffusion du téléfilm, Lindsay Lohan apparaît uniquement via une photo de son personnage issue du premier volet.

### Tournage
Le tournage du téléfilm s'est entièrement déroulé à Atlanta dans l'État de Géorgie, aux États-Unis.